# 13 mai 1959
Le mercredi 13 mai 1959 est le 133e jour de l'année 1959.

## Événements

### Histoire

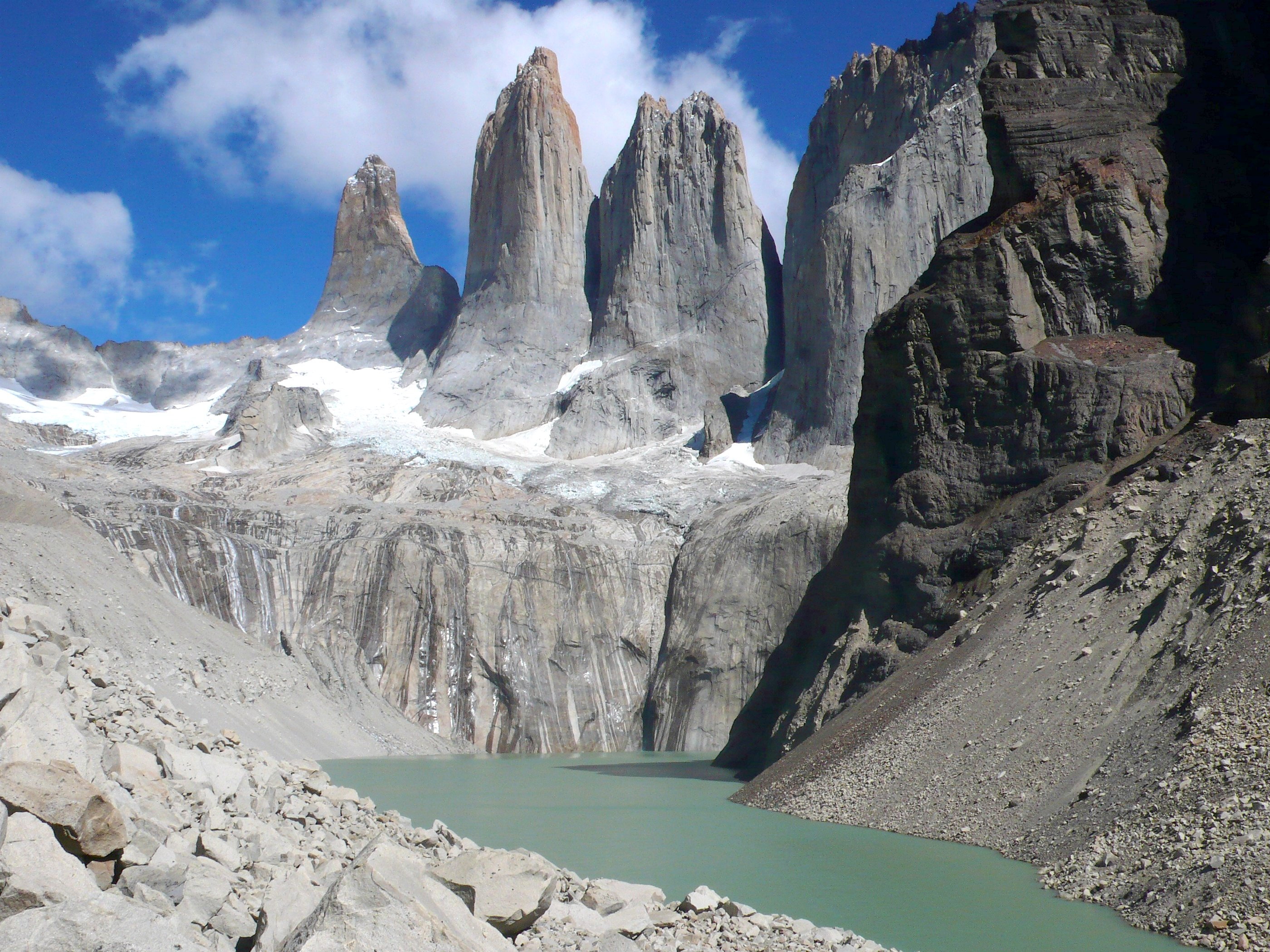
Torres Del Paine

- Création du Parc national Torres del Paine, parc national du Chili situé entre la cordillère des Andes et la steppe de Patagonie.
- À la suite du traité de San Francisco, le Japon verse au Vietnam une indemnité de 38 000 000 $ en compensation de ses crimes de guerre commis au cours de sa période d’impérialisme de 1941 à 1945 ;
- Fondation de la compagnie de raffinage de produits pétroliers panafricaine KenolKobil (en) installée dans 7 pays d’Afrique de l’est.

### Culture
- Sortie du livre Le Planétarium de Nathalie Sarraute chez Gallimard ;
- Sortie en France du film américain Le Génie du mal réalisé par Richard Fleischer ;
- Sortie en France du film franco-italien Oh ! Qué mambo du réalisateur américain John Berry ;

## Naissances

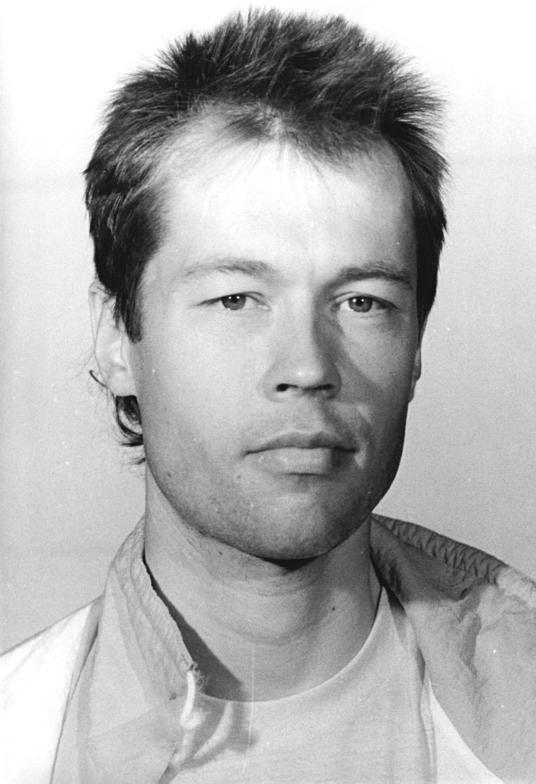
Morten Saether

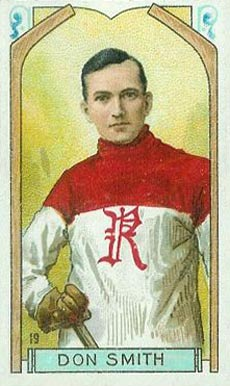
Don Smith

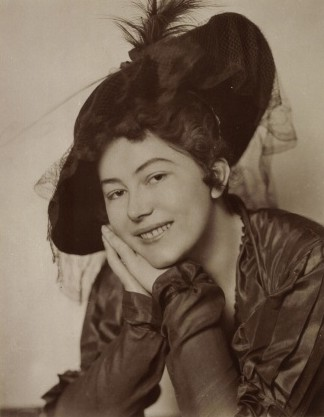
Mechthildis Thein

- Nicolae Andronic (en), juriste, avocat et homme politique moldave ;
- Jerry Butler, de son vrai nom Paul David Siederman, acteur de films pornographique américain (mort le 27 janvier 2018) ;
- Ian Curtis (en), joueur de cricket anglais ;
- Dave Christian, joueur américain de hockey sur glace ;
- Nikos Chrysogelos (en), chimiste et homme politique grec ;
- Brian Cladoosby, chef et un activiste amérindien ;
- Cosimo Consales (it), journaliste et homme politique italien ;
- Simon Duggan, directeur de la photographie néo-zélandais ;
- Ennio Foppiani (en), psychiatre et écrivain italien ;
- Paulo Garcia (pt), médecin et homme politique brésilien ;
- Stephen Gough, militant naturiste et ancien Royal Marine britannique ;
- Vincent Graton, acteur québécois ;
- Guggi, de son vrai nom Derek Rowen, peintre, sculpteur et musicien irlandais, membre du groupe gothique/post-punk Virgin Prunes ;
- Mircea Irimescu, footballeur roumain ;
- Roger Jansson (en), tireur sportif suédois (mort le 28 octobre 1994) ;
- Peter Longbottom (en), coureur cycliste britannique ;
- Kim McAuliffe (es), chanteuse, guitariste et compositrice britannique
- Roger Muraro, pianiste français ;
- Neil Orr (en), footballeur écossais ;
- Luis Vicente Otin (en), coureur cycliste espagnol ;
- Morten Sæther, coureur cycliste norvégien ;
- Omprakash Singh (en), homme politique indien ;
- Rajinder Singh Jr. (en), joueur et entraîneur de hockey sur gazon indien ;
- Zeruya Shalev, écrivaine israélienne ;
- Eiji Takeuchi (en), joueur de tennis japonais ;
- Stanisław Wierzbicki (en), avironneur polonais ;
- Che Yin Wong (en), homme d’affaires et philanthrope hongkongais.

## Décès
- Sten Lindgren (en), acteur suédois (né le 22 juin 1903);
- Don Smith, joueur canadien de hockey sur glace (né le 4 juin 1887) ;
- Mechthildis Thein, actrice allemande de théâtre et du cinéma muet (née en 1887).